# روبوتات روسوم العالمية
روبوتات روسوم العالمية (بالتشيكية: Rossumovi Univerzální Roboti)‏ وتدعى اختصارًا R.U.R. (آر.يو.آر.) هي مسرحية خيالٍ علمي عام 1920 للكاتب التشيكي كارل تشابيك.

## المسرحية
كانت التسمية الإنجليزية قد استُعملت عنوانًا فرعيًا للمسرحية. وقد عُرضت المسرحية للمرة الأولى في 25 يناير 1921، حيث قدمت مصطلح روبوت (بالإنجليزية: Robot)‏ إلى اللغة الإنجليزية والخيال العلمي عمومًا.
أصبح اسم المسرحية (R.U.R.) مُلهمًا جدًا بعد نشره، ولاقت نجاحا كبيرا في أوروبا وأمريكا الشمالية، وبحلول عام 1923 كانت قد تُرجمت المسرحية إلى 30 لغة،
تبدأ المسرحية في مصنعٍ لتصنيع أشخاصًا اصطناعيين، يُطلق عليهم الروبوتات (بالإنجليزية: Roboti)‏، حيث يكون التصنيع من مادة عضوية اصطناعية. تكون هذه الروبوتات كائناتٍ حية من لحمٍ ودم اصطناعيين وليسوا آلات، كما قد يُخلط بينهم وبين البشر. تكون هذه الروبوتات سعيدة بالعمل مع البشر في البداية، لكن تمرد الروبوتات فيما بعد يؤدي إلى انقراض الجنس البشري. ينتقل الكاتب كارل تشابيك فيما بعد إلى مقاربةٍ مختلفة لنفس الموضوع في الحرب مع السمندل [الإنجليزية]، حيث يصبح غير البشر طبقة خادمة في المجتمع البشري.

## الترجمة العربية
- ترجمها إلى العربية طه محمود طه (1929 - 16 أبريل 2002) معتمدًا على الترجمة الإنكليزية، وصدرت في يناير/كانون الثاني 1983 م تحت عنوان «إنسان روسوم الآلي (ا.ر.ا)» ضمن سلسلة «المسرح العالمي» الصادرة عن وزارة الإعلام الكويتية.[12][13]
- ترجمة خالد البلتاجي عن اللغة التشيكية بعنوان "إنسان روسوم الآلي"، منشورات ويلز، بيروت، 2016، ردمك 9789778527407

غلاف الترجمة العربية عام 1983

## روابط خارجية
- كتاب مجاني: R.U.R. (Rossum's Universal Robots) على مشروع غوتنبرغ
- روبوتات روسوم العالمية على قاعدة بيانات برودواي على الإنترنت